# Fahrzeugbau Demmler
Die Demmler GmbH & Co. KG ist ein Hersteller von Nutzfahrzeugen. Der Betrieb hat sich auf den Bau von landwirtschaftlichen Anhängersystemen spezialisiert. 1966 wurde die Firma an den heutigen Standort in Wertingen, Ortsteil Geratshofen verlegt und wird von Johann Demmler jun., dem Sohn von Johann Demmler, geführt.

## Geschichte
Bereits in der fünften Generation entwickelt und baut die Demmler GmbH & Co. KG Anhänger für den landwirtschaftlichen und gewerblichen Einsatzbereich. Das Unternehmen wurde im Jahre 1898 von Pius Demmler, dem Urgroßvater von Johann Demmler jun., gegründet. Wagen-, Landmaschinen- und Kutschenbau waren anfangs der Schwerpunkt des Unternehmens. 1916 wurde Johann, der Sohn von Pius geboren. Dieser trat in die Fußstapfen seines Vaters und lernte im eigenen Betrieb, wo er 1932 die Gesellenprüfung und acht Jahre später die Meisterprüfung abgelegte. Vor und während des Zweiten Weltkrieges fertigte er vor allem Transportkarren, Schlitten und Ersatzfeldwagen für Pferde. Nach dem Krieg begann er mit dem Bau von landwirtschaftlichen und gewerblichen Fahrzeugen und Aufbauten für Lastkraftwagen. Große Nachfrage bestand zu diesem Zeitpunkt vor allem im Bereich landwirtschaftliche Schlepper.
Johann Demmler entwickelte den nach ihm benannten Demmler Schlepper. Über 40 Stück dieses Modells wurden gefertigt. Neben der Fertigung von Demmler Schleppern wurde mit einem Fuhrbetrieb ein zweites Standbein geschaffen. In den darauffolgenden Jahren wurden neben den üblichen Anhängern auch Hebebühnen, Flurfördergeräte und Sonderkonstruktionen produziert.
Im Jahre 1948 baute Johann Demmler auf dem Gelände der heutigen Firma Auto Magg seinen Betrieb auf. Er starb mit 33 Jahren und hinterließ Ehefrau, Tochter und seinen elfjährigen Sohn. Mit einigen Mitarbeitern und dem Geschick der Mutter konnte der Betrieb weiterbestehen. Vor gut 20 Jahren wurde mit dem Bau individueller Anhänger begonnen, welche bis heute hergestellt werden.
Am 1. Juni 2023 erfolgte die Umfirmierung zu Demmler GmbH & Co. KG, Fahrzeug- und Karosseriebau.